# Istindhalsen
Istindhalsen är ett bergspass i Antarktis. Det ligger i Östantarktis. Norge gör anspråk på området. Istindhalsen ligger 1 221 meter över havet.
Terrängen runt Istindhalsen är kuperad västerut, men österut är den platt. Trakten är glest befolkad. Närmaste befolkade plats är Sarie Marais, 9,6 kilometer nordväst om Istindhalsen. 